# アンデルソン・アローヨ
アンデルソン・アローヨ・コルドバ（Anderson Arroyo Córdoba , 1999年9月27日 - ）は、コロンビア・チョコ県キブド出身のプロサッカー選手。セグンダ・ディビシオン・ブルゴスCF所属。ポジションはDF。

## 来歴
2015年にコロンビアの国内2部リーグに所属していたフォルタレザCEIFで、15歳でプロデビュー。3シーズンプレーした。
2018年2月6日、イングランド・プレミアリーグのリヴァプールFCへの移籍が決定した後、スペイン・RCDマヨルカへの2019年8月までのローン移籍に合意したことが発表された。
ローンバック後、2018年8月24日にKAAヘントへのレンタル移籍が決定。
2019年9月24日にFKムラダー・ボレスラフへのシーズンローンが決定。
2020年10月6日にセグンダ・ディビシオンB所属のサラマンカCF UDSへのシーズンローンが決定。
2021年7月9日、2021-22シーズンはCDミランデスへレンタルされることが発表された。
2022年7月9日、デポルティーボ・アラベスへのレンタル移籍が発表された。
2024年1月26日、ブルゴスCFへ2023-24シーズンの間はレンタル移籍することが決定した。

## 代表歴
2015年より、ユース世代のコロンビア代表に招集されている。